# Stegna Gdańska
Stegna Gdańska – funkcjonująca od 1905 roku węzłowa stacja kolejowa Żuławskiej Kolei Dojazdowej. Punkt styczny linii kolei wąskotorowej biegnących do Nowego Dworu Gdańskiego, Sztutowa i Mikoszewa.

## Położenie
Stacja znajduje się we wsi Stegna, pow. nowodworski, woj. pomorskie.

## Historia
Stacja została wybudowana wraz z linią Gdańsk Wąskotorowy – Lewy Brzeg Wisły – Prawy Brzeg Wisły – Sztutowo oraz linią do Nowego Dworu Gdańskiego przez Westpreußische Kleinbahnen Aktien-Gesellschaft (WKAG – Zachodniopruska Spółka Małych Kolei).
Stację zaprojektowano w formie trójkąta, umożliwiając tym samym przejazd pociągów w dowolnej relacji bez konieczności zmiany kierunku jazdy. Na linii Gdańsk Wąskotorowy – Sztutowo ruch otwarto 17 sierpnia 1905. Z powodu nieukończenia budowy mostu obrotowego w Rybinie ruch na linii w kierunku Nowego Dworu Gdańskiego uruchomiono dopiero 1 maja 1906. Wcześniej od 1 października 1905 uruchomiono pociągi towarowe na odcinku do przystani w Rybinie. Pod zarządem WKAG stacja funkcjonowała do 1945 roku, kiedy to wycofujące się wojska niemieckie zatopiły prom przewożący składy kolejki przez Wisłę, rozebrały część linii (w tym odcinek Stegna – Rybina) i doprowadziły do zalania znacznej części Żuław odcinając stację od reszty sieci.
W latach 1945–1948 prowadzono prace melioracyjne oraz naprawy zniszczonych obiektów inżynieryjnych i torów. Jednocześnie podniesiono z dna i odbudowano prom Świbno. Pierwszy pociąg wyruszył na trasę Gdańsk Wąskotorowy – Stegna – Sztutowo 22 lipca 1948 r., a na szlak do Nowego Dworu Gdańskiego kilka miesięcy później. W 1956 roku zrezygnowano z przeprawy promowej i odtąd linie położone na lewym brzegu Wisły utraciły połączenie z pozostałą siecią Gdańskiej Kolei Dojazdowej. 
Prawobrzeżna część Gdańskiej Kolei Dojazdowej funkcjonowała w strukturach PKP do 1996 r. Od 15 sierpnia 2002 ruch na odcinkach Prawy Brzeg Wisły – Sztutowo oraz Stegna – Nowy Dwór Wąskotorowy odbywa się pod szyldem Żuławskiej Kolei Dojazdowej.

## Galeria

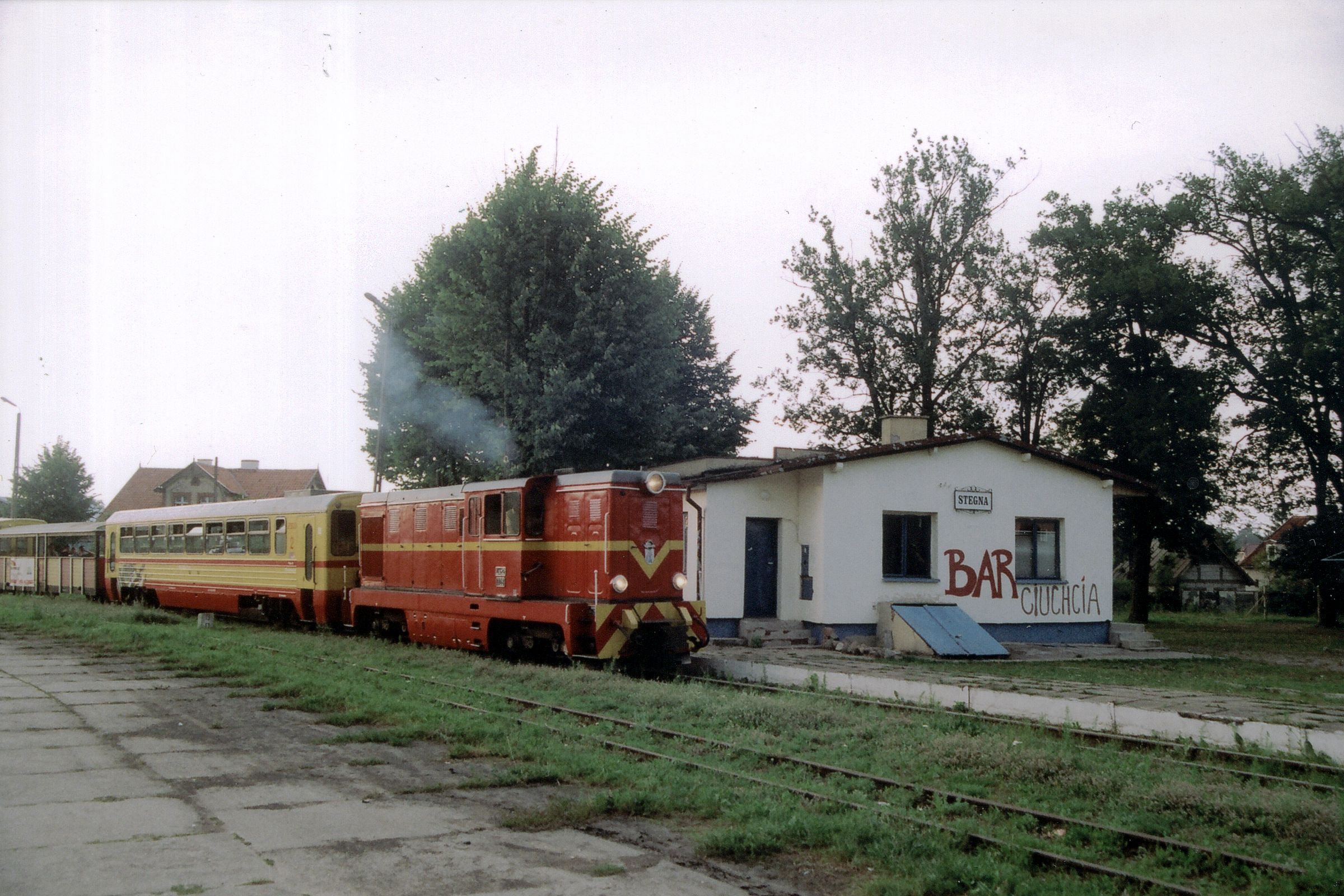
Rok 2004. Pociąg Żuławskiej Kolei Dojazdowej oczekuje na odjazd ze stacji Stegna Gdańska w kierunku Nowego Dworu Gdańskiego
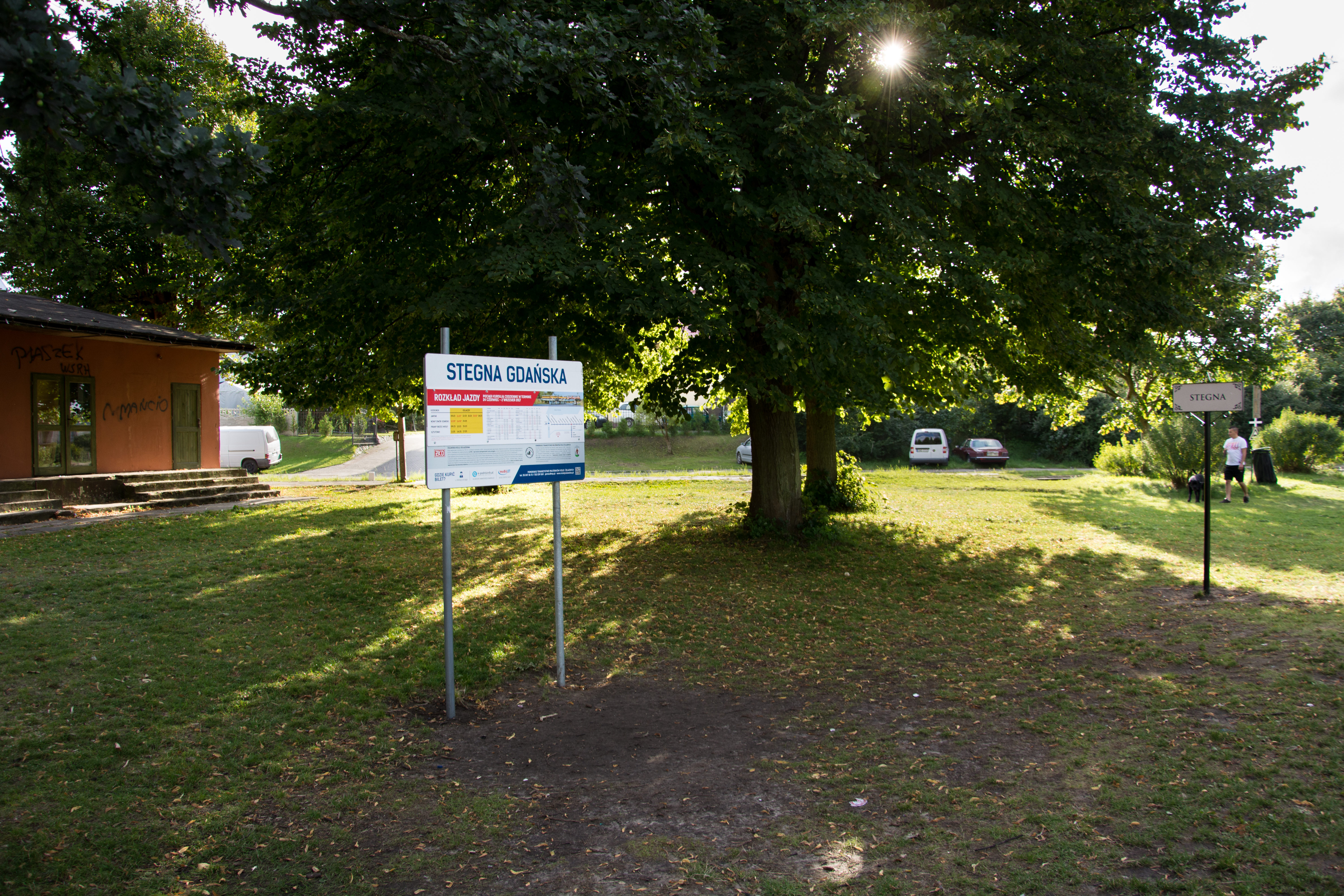
Rok 2017. Tablica informacyjna na trójkącie stacji Stegna Gdańska